# Idaea holliata
Idaea holliata là một loài bướm đêm trong họ Geometridae.